# Kanuri
Kanuri su afrička etnička grupa, koja živi u sjeveroistočnoj Nigeriji u državi Bornu te u susjednom Nigeru. 
Često ih zovu Beri Beri (naziv koji dolazi iz Hausa jezika). Nigerijski popis stanovništva iz godine 1988., procjenjuje da ih živi 320.000 u Nigeru.
Govore kanuri jezikom, koji pripada nilsko-saharskoj jezičnoj obitelji. Taj se jezik također govori u dijelovima Nigera, Kameruna i Sudana. Njime se dosta govori i u Čadu.